# Valdéz
Valdéz (mieux connue en Équateur sous le nom de Limones) est une ville équatorienne de la province d'Esmeraldas. Elle est le chef-lieu du canton de Eloy Alfaro.
En 2012, la ville comptait 5302 habitants.
Valdéz fait partie de la Réserve écologique de mangroves Cayapas-Mataje. Entourée de mangroves, la localité n'est accessible que par voie fluviale.

## Personnalité liée
- Guacho (1989-2018), guerillero et narcotrafiquant.